# Wilhelm Mommsen
Wilhelm Mommsen (ur. 25 stycznia 1892 w Berlinie, zm. 1 maja 1966 w Marburgu) – niemiecki historyk. Wnuk znanego niemieckiego historyka, noblisty, Theodora Mommsena, ojciec Wolfganga oraz Hansa Mommsenów.
Absolwent Uniwersytetu Berlińskiego (1922), tytuł pracy magisterskiej: Richelieu, Elsaß- und Lothringen. Wykładowca na Uniwersytecie w Getyndze, od 1929 profesor na uniwersytecie w Marburgu. W 1940 z przymusu wstąpił do NSDAP. Po upadku Hitlera i odbyciu przymusowej denazyfikacji, powrócił do pracy na uczelni. W jego dorobku znajduje się wiele prac dotyczących XIX-wiecznych ruchów politycznych i społecznych. W Polsce najbardziej znanym jego dziełem jest wydana w 1995 nakładem wydawnictwa „Median” książka Bismarck – biografia kanclerza Rzeszy, Ottona von Bismarcka.